# Hotel Alfonso XIII (Sevilla)

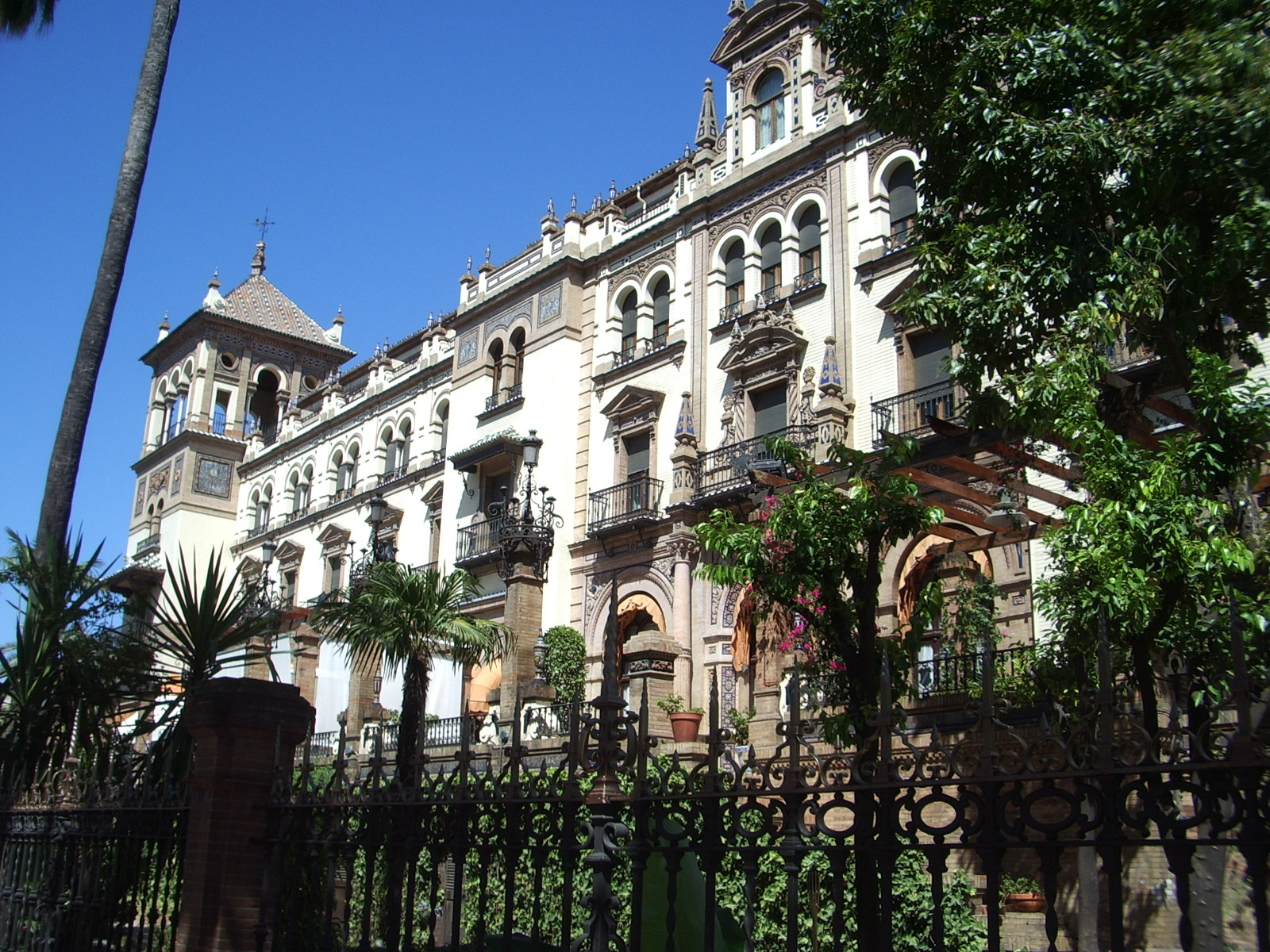
Vista del edificio

El hotel Alfonso XIII es un edificio histórico situado en la ciudad de Sevilla, entre la Puerta de Jerez, el Palacio de San Telmo y la Fábrica de Tabacos. El hotel es propiedad del Ayuntamiento de Sevilla y actualmente ofrece sus servicios, en régimen de concesión administrativa, a través a la cadena hotelera The Luxury Collection by Starwood. 

## Historia
A comienzos del siglo XX se realizó un concurso para un hotel para la Exposición Iberoamericana de 1929. Las bases de dicho concurso fueron redactadas por el arquitecto regionalista Aníbal González. El concurso lo ganó el arquitecto José Espiau y Muñoz.
El hotel fue construido entre 1916 y 1928. Alfonso XIII mostró un gran interés en la consecución de las obras y estableció indicaciones sobre cómo debían de concluirse algunas zonas.
Fue inaugurado oficialmente el 28 de abril de 1928, con la celebración de un suntuoso banquete presidido por el rey Alfonso XIII y la reina Victoria Eugenia, con motivo de la concertación del enlace entre la infanta Isabel Alfonsa con el conde Juan Zamoyski. La decoración del acto era la de una fiesta flamenca con fines benéficos que había sido celebrada el 27 de abril, coincidiendo con el final de la Feria de Abril, por lo que también hubo farolillos y guirnaldas.
Durante la Segunda República, pasó a denominarse Hotel Andalucía Palace, recuperando tras la Guerra Civil su nombre inicial, que conserva actualmente.
En 1962 se rodaron en el hotel algunas escenas de la película Lawrence de Arabia.
Está considerado Bien de Interés Cultural desde 1998.
En 2011 fue reformado íntegramente y reinaugurado el 13 de marzo de 2012. La reforma costó 25 millones de dólares.
En 2015 fue considerado el octavo hotel más lujoso de Europa y el 33 del mundo por la revista Travel+Leisure.
En 2018 hubo un acto de celebración de los 90 años del hotel, al que asistió la infanta Elena.
En 2017 recibió el premio a mejor hotel del España en los Premios Mundiales del Viaje (World Travel Awards). En 2018 recibió el premio a la mejor suit de España en el mismo certamen por la Suit Real.
En él se rodó, en octubre de 2018, parte del segundo capítulo de la tercera temporada de la serie «The Crown», de Netflix. Este episodio está centrado en Margarita del Reino Unido.
La portada de la feria de 2022 estaba inspirada en este edificio.

## Diseño y servicios

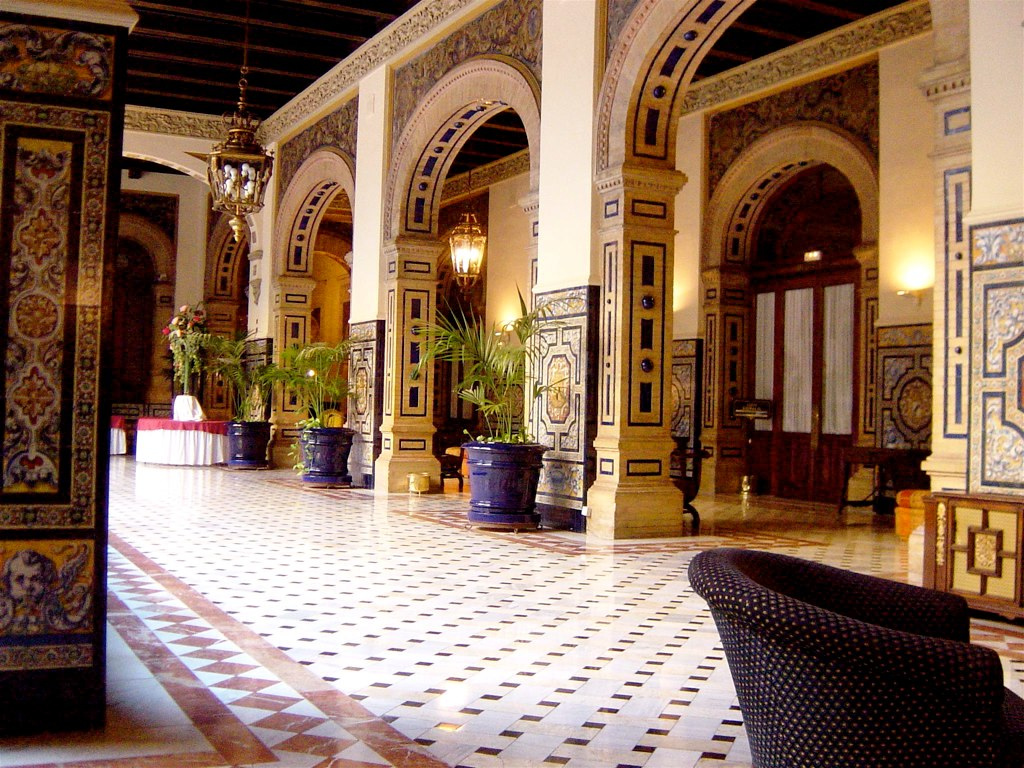
Interiores del hotel

Es un ejemplo de arquitectura historicista, con raíces en el estilo regionalista andaluz y neomudéjar. Este historicismo es algo característico del resto de edificios planificados para la Exposición Iberoamericana de 1929. La fachada y el interior poseen una importante riqueza de elementos decorativos y detalles, conseguidos con materiales típicos de la región, como el ladrillo, el yeso, la madera y la cerámica.
El interior está decorado arcos, columnas, lámparas de artesanía y artesonados y alfombras de la Real Fábrica de Tapices. Las paredes, el techo y otras partes están decoradas con azulejos. Los suelos son de losas de mármol y parqué.
Posee un gran patio interior y ocho salones para banquetes y actos de etiqueta. 
El Salón Real era el antiguo comedor principal del hotel y destaca por su tamaño y ornamentación. A este se accede a través de una reja forjada de hierro similar a las que cierran los coros de algunas catedrales andaluzas. En el interior, se describen once arañas de cristal de Bohemia y bronce patinado en oro, un artesonado palaciego, grandes puertas en arco orladas de caoba y ladrillo intercalado de azulejos y puertas que dan a la terraza que está sobre el jardín. También son reseñables los salones Andalucía, Híspalis y Cartuja, todos de estilo neoclásico con estucos dorados, puertas y ventanales de arcos enfrentados, lámparas de araña de cristal de Bohemia y suelos de mármol. Los restantes son el Salón San Telmo, el Salón Itálica, el Salón Betis (nombre romano del Guadalquivir) y el Salón Triana.
En el ámbito de la gastronomía cuenta con tres restaurantes. El restaurante San Fernando está centrado en la gastronomía local El restaurante Ena, regido por un chef con una estrella Michelín, mezcla la gastronomía andaluza con la catalana. El restaurante Taifas cuenta con platos más habituales. También cuenta con un bar, el Americano, especializado en cócteles.

## Huéspedes ilustres
A la muestra de 1929 acudieron diplomáticos en representación de los países iberoamericanos, así como el rey Alfonso y su esposa. Sin embargo, no acudieron presidentes extranjeros, salvo el presidente noruego Johan Ludwig Mowinekel, que acudió en visita privada, y el presidente portugués Fragoso. El hotel albergó a personalidades durante la muestra de 1992, como al príncipe Carlos y a Diana de Gales y a Mijaíl Gorbachov.
Con motivo de la boda de la infanta Elena y Jaime de Marichalar en 1995, los miembros de las realezas del mundo que asistieron al enlace se hospedaron en el prestigioso hotel sevillano.
Es habitual que se hospeden en él las personalidades que visitan la ciudad. Entre ellas han estado Ernest Hemingway, Evita Perón, Orson Welles, Audrey Hepburn, Jackie Kennedy, Sofia Loren, Ava Gardner, Plácido Domingo, José Carreras, Shakira, Brad Pitt, Angelina Jolie, Tom Cruise, Cameron Díaz, Madonna, Bruce Springsteen, Harrison Ford, Calista Flockhart y Sharon Stone.